# 90449 Brucestephenson
90449 Brucestephenson este un asteroid din centura principală de asteroizi.

## Descriere
90449 Brucestephenson este un asteroid din centura principală de asteroizi. A fost descoperit pe 27 ianuarie 2004 în cadrul proiectului CSS. Asteroidul prezintă o orbită caracterizată de o semiaxă mare de 3,06 ua, o excentricitate de 0,22 și o înclinație de 20,0° în raport cu ecliptica.